# Shimizu S-Pulse
O Shimizu S-Pulse (清水エスパルス) é um clube de futebol de Shizuoka. A equipe compete na J. League.
Formado em 1991, o S-Pulse é uma das equipes profissionais mais jovens do Japão. O clube foi formado para a disputa da J. League em 1991, e seu elenco consistia em jogadores extraídos exclusivamente da prefeitura de Shizuoka; Uma distinção única na época.
O nome da equipe S-Pulse é uma combinação de S que foi retirada das seguintes palavras Shimizu, Shizuoka e Soccer (Futebol em inglês), e o Pulse que foi também tirado do inglês que tem como significado "o espírito de todos os que contribuem com a equipe".

## História

### Era J-League
Ingressou na J. League em 1991, e atuava na cidade de Shimizu na província de Shizuoka, depois com a união das cidades vizinhas passou a jogar em Shizuoka, na mesma província. Seu estádio é o Nihondaira Stadium e utiliza o estádio Miho, do campo de esportes da cidade de Shizuoka para efetuar seus treinamentos.
Dada a juventude do clube comparada com outros clubes da J-League, o S-Pulse teve um impacto relativamente grande no futebol japonês. Desde que o futebol se tornou profissional em 1992, o clube de Shizuoka é um dos que têm melhor consistência nas competições de mata-mata, tendo feito nada menos que 10 finais: 5 vezes na Copa do Imperador e 5 vezes na Copa da Liga Japonesa. Apenas o Kashima Antlers, clube de maior sucesso no Japão, tem mais participações em finais de copas. Porém o S-Pulse só ganhou essas duas competições uma vez cada: a Copa do Imperador em 2001 e a Copa da Liga em 1996. O maior título do clube é a Recopa Asiática em 2000, competição que posteriormente se fundiu com o Campeonato Asiático de Clubes para formar a Liga dos Campeões Asiáticos. A final mais recente que o Shimizu jogou foi a da Copa da Liga de 2012, em que perdeu para o Kashima Antlers. Apesar do relativo sucesso em copas, o S-Pulse segue em busca do título inédito da J-League. Em 1999 o clube de Shizuoka chegou perto: após vencer o 2° período da competição, o S-Pulse se classificou para a final, contra o Júbilo Iwata, seus rivais locais. Após empate no agregado dos dois jogos, a decisão foi para os pênaltis e o Júbilo venceu.
O Shimizu S-Pulse é uma equipe que se baseia em investimentos de empresas e incorpora os jogadores nascidos na prefeitura de Shizuoka. A equipe originalmente era mantida pela empresa S-Lap Communications, junto com a ajuda dos torcedores e da emissora de televisão local, mas em 1998 a emissora parou de ajudar financeiramente a equipe, e o S-Pulse se reorganizou com o apoio das empresas locais e a direção da empresa Suzuyo. E atualmente possui o nome S-Pulse. Tem como grande rival o Jubilo Iwata.

## Títulos

### Internacionais
- Recopa Asiática: 2000.

### Nacionais
- Copa da Liga Japonesa: 1996.
- Copa do Imperador: 2001.
- Supercopa do Japão: 2001 e 2002.
- J. League 2: 2024.